# Републикански път III-536
Републикански път IIІ-536 е третокласен път, част от републиканската пътна мрежа на България, преминаващ по територията на области Ямбол и Стара Загора. Дължината му е 45,8 км.
Пътят започва при 145,6 км на Републикански път II-53 в югозападната част на град Ямбол и се насочва в югозападна посока през Ямболското поле. Минава през селата Роза и Ботево, преодолява крайните югоизточни разклонения на Светиилийските възвишения и при село Меден кладенец навлиза в източната част на Горнотракийската низина. Тук пътят продължава в югозападна посока по долината на река Овчарица, минава през селата Скалица и Овчи кладенец, навлиза в Старозагорска област и след село Маца се свързва с Републикански път II-55 при неговия 125,1 км.
| Пътища, отклоняващи се надясно (населено място, № на пътя, посока на пътя) | Км   | Пътища, отклоняващи се наляво (посока на пътя, № на пътя, населено място) |
| -------------------------------------------------------------------------- | ---- | ------------------------------------------------------------------------- |
| Община Ямбол, Област Ямбол, II-53, 145,6 км гр. Ямбол →                    | 0,0  | → гр. Ямбол, 145,6 км, II-53, Област Ямбол, Община Ямбол                  |
| Община Тунджа, (от с. Радево) III-5503, 35,4 км →                          | 5,6  | Община Тунджа                                                             |
| с. Роза                                                                    | 11,4 | ← с. Роза, 46,4 км III-7602 (от гр. Тополовград)                          |
| с. Ботево                                                                  | 17,5 | с. Ботево                                                                 |
| (за с. Савино) общински път, с. Меден кладенец ←                           | 22,3 | с. Меден кладенец                                                         |
|                                                                            | 26,8 | → общински път (за с. Миладиновци)                                        |
| (от 4,2 км на II-66) III-6601, 39,4 км, с. Скалица →                       | 31,7 | с. Скалица                                                                |
| с. Скалица                                                                 | 32,6 | ← с. Скалица, 32,7 км III-7008 (от гр. Елхово)                            |
| с. Овчи кладенец                                                           | 37,3 | с. Овчи кладенец                                                          |
| Община Раднево, Област Стара Загора                                        | 42,4 | Област Стара Загора, Община Раднево                                       |
| с. Маца                                                                    | 43,5 | с. Маца                                                                   |
| (от гр. Дебелец) II-55, 125,1 км →                                         | 45,8 | → 125,1 км, II-55 (до гр. Свиленград)                                     |